# Ramp met ruimteveer Columbia
De ramp met ruimteveer Colombia vond plaats op 1 februari 2003. NASA verloor het contact met Spaceshuttle Columbia vijftien minuten voor de verwachte landing op het Kennedy Space Center in Florida. De shuttle had een wetenschappelijke vlucht STS-107 van zestien dagen uitgevoerd. Op ruim zestig kilometer hoogte brak de shuttle in delen uiteen en brokstukken van de shuttle kwamen onder andere terecht in de staat Texas.
Voor het uiteenvallen liep de temperatuur van de romp van het ruimteveer sterk op. De temperatuurstijging van het middelste gedeelte van de romp bedroeg 32 °C in vijf minuten. Tegelijkertijd nam de luchtweerstand sterk toe. De oorzaak hiervoor bleek te zijn dat de linkervleugel van de shuttle langzaam uiteenviel als gevolg van een beschadiging aan het hitteschild. Het hitteschild beschermt de shuttle tegen de compressiehitte die optreedt als het voertuig de atmosfeer binnenkomt.
Bij de lancering van de spaceshuttle op 16 januari, tachtig seconden na het vertrek, raakte een stuk isolatieschuim van de externe brandstoftank los. Dit raakte de voorrand van de linkervleugel en beschadigde daar een deel van het hitteschild. In deze vleugel deden zich zeven minuten voordat de shuttle uiteenviel de eerste problemen voor.
De gebeurtenissen voor het ongeluk in chronologische volgorde:
- 8:15 - Landing wordt ingezet door het starten van de remraketten.
- 8:53 - Uitval van de temperatuursensoren van het hydraulisch systeem aan de linkerzijde.
- 8:58 - Temperatuursensoren op de linkervleugel vallen op drie meetpunten uit. Ook de drukmeters van de banden van het landingsgestel registreren geen metingen meer.
- 8:59 - Laatste radiocontact.
- 9:00 - Radiocontact volledig verloren. Mensen in Texas, Arkansas en Louisiana zien vlammende strepen in de lucht.

## Oorzaak
De Columbia Accident Investigation Board (CAIB) heeft medio mei 2003 geconcludeerd dat de problemen van Columbia zijn begonnen met het losraken van een stuk isolatieschuim van de externe brandstoftank, 81,7 seconden na de lancering. Dit stuk schuim kwam met een harde klap tegen de voorrand van de vleugel, waarbij belangrijke, uit koolstofcomposiet bestaande panelen van het hitteschild werden beschadigd. De snelheid van het stuk schuim bedroeg circa 800 km/h en er werd een gat geslagen ter grootte van een koffer (1000 cm²). Wellicht werd ook een afdichting tussen de panelen beschadigd. Radarbeelden van de dag na de lancering lieten zien dat een gedeelte van het paneel of de afdichting van de shuttle vandaan dreef. 
Toen Columbia de atmosfeer weer binnenkwam kon het hete plasma dat de shuttle dan omhult de vleugel binnendringen, waarbij door de hitte verdere panelen werden aangetast. Bovendien sneed de hitte door de aluminium constructie van de vleugel, waardoor de linkervleugel desintegreerde. Hierdoor werd de shuttle instabiel en zette hij een draaiende beweging naar links in. Daardoor kwam de romp van de shuttle haaks op de bewegingsrichting te liggen. De romp kon de resulterende sterke vertragingskrachten niet aan waardoor de shuttle geheel uiteenviel.
De onderzoekscommissie concludeerde op 27 augustus 2003 dat de NASA-cultuur mede debet aan het ongeluk is geweest, waarbij berichten van technici door de top van de organisatie werden genegeerd. De commissie oordeelde tevens dat de bemanning van de shuttle wellicht door een – riskante – reddingsoperatie gered had kunnen worden. NASA had direct na de lancering echter al besloten dat een eventuele redding toch niet mogelijk was.
Voordat de CAIB de officiële eindconclusie van het onderzoek naar buiten bracht werden ook andere mogelijke oorzaken voor het ongeluk genoemd:
- Op de tweede dag van de vlucht heeft een militaire radarinstallatie waargenomen hoe een object van het ruimteveer af leek te vliegen met grote snelheid. Mogelijk was dit een stuk ijs uit een waterafvoer, dat een van de vleugels heeft beschadigd.
- Losrakend isolatieschuim van de externe brandstoftank heeft de vleugel beschadigd. Op 5 februari twijfelde NASA echter openlijk aan deze verklaring: het stuk schuim (ter grootte van een attachékoffer en met een gewicht van niet meer dan een kilo) kon de tegels niet beschadigd hebben; inslag van ruimteschroot of een meteoor zou aannemelijker zijn.
- Meteoorinslag.
- Softwarefout.
- Turbulentie door beschadiging kan het ruimtevaartuig oncontroleerbaar uit balans hebben gebracht.
- Explosie in de wielkamer door de oplopende temperatuur, veroorzaakt door beschadigde thermische tegels.
- Uit nader onderzoek is op 15 februari 2003 gebleken dat de linkervleugel van Columbia lek was. Daardoor is heet gas de vleugel binnengedrongen, afkomstig uit het hete plasma dat het ruimteveer tijdens de landing omringt. De oorzaak van de lekkage was destijds nog niet vastgesteld.

Op 20 maart 2003 werd gemeld dat de zwarte doos in Texas was gevonden.

## Bemanning

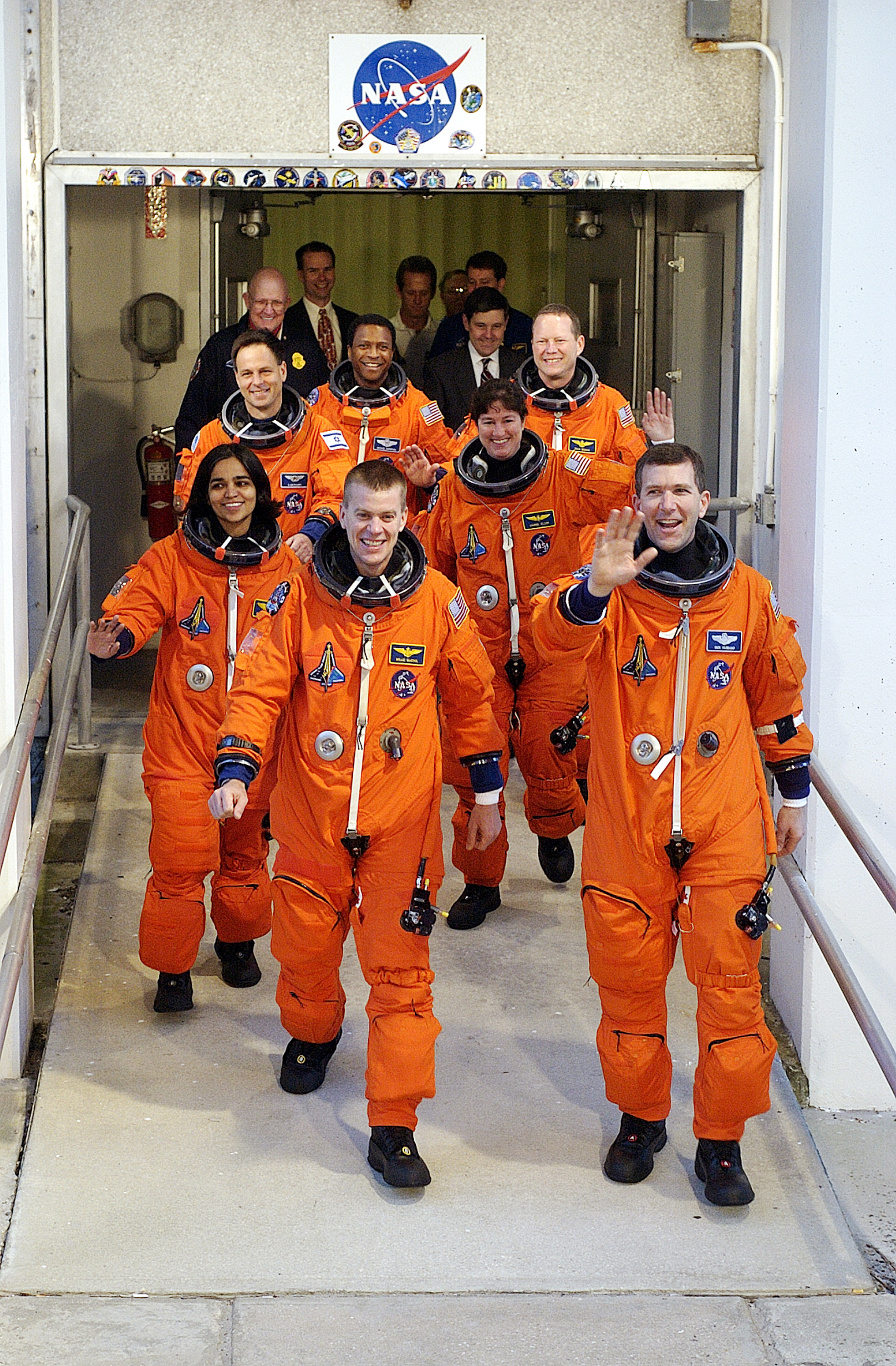
De bemanning van de laatste vlucht

De bemanning van de laatste vlucht bestond uit twee vrouwen en vijf mannen, van wie een uit Israël:
- Gezagvoerder: Rick Husband, VS, 45 jaar, luchtmachtpiloot met 3800 vlieguren. In 1999 vloog Rick Husband in Discovery.
- Piloot: William McCool, VS, 41 jaar, marineofficier en sinds 1996 deelnemer aan het astronautenprogramma van NASA. Dit was zijn eerste vlucht met een spaceshuttle.
- Onderzoeker: Kalpana Chawla, VS, 40 jaar. Zij werd geboren in Karnal, een plaats 100 kilometer ten noorden van Delhi, India. Ze emigreerde in 1980 naar de VS en solliciteerde in 1988 bij NASA. Zij vloog één keer eerder mee met een shuttlevlucht.
- Onderzoeker: Laurel Clark, VS, 41 jaar, chirurg bij de Amerikaanse marine, die haar opleiding volgde bij het elitekorps Navy Seals.
- Payload specialist: Ilan Ramon, Israël, 48 jaar. Luchtmachtpiloot en veteraan van de Jom Kipoeroorlog van 1973 en van de invasie in Libanon van 1982. Hij nam ook deel aan de aanval op de Iraakse kerncentrale Osirak.
- Onderzoeker: David Brown, VS, 46 jaar. Studeerde medicijnen en werd later testpiloot. Hij werkte sinds 1996 voor NASA.
- Payload commander: Michael Anderson, VS, 43 jaar. Vloog in 1998 met Endeavour, die aan het Russische ruimtestation Mir werd gekoppeld.

## Nederlandse experimenten
Tijdens de laatste vlucht van Columbia stonden tachtig experimenten op het programma, waarvan drie Nederlandse:
- Onderzoek naar botontkalking door de afdeling fysiologie van het Academisch Medisch Centrum te Amsterdam. Het doel is om middelen te vinden om botontkalking bij bedlegerigheid te verminderen.
- Onderzoek naar botvorming en botafbraak aan embryonale middenvoetbeentjes van muizen, door het Academisch Centrum Tandheelkunde van de VU in Amsterdam. De botjes werden in leven gehouden in een kweekvloeistof. Met dit onderzoek kan informatie verkregen worden over de botontkalking die bij astronauten plaatsvindt.
- Experimenteel ontwerp van een toestel voor luchtzuivering van Bioclear, dat werkt met een mengsel van twaalf soorten bacteriën. Conventionele luchtzuiveringsapparaten werken met actieve kool, die veel ruimte innemen.